# Klaus Ehrle
Klaus Ehrle (* 11. März 1966 in Bregenz) ist ein ehemaliger österreichischer Leichtathlet.

## Sportliche Karriere
Der 1,90 Meter große Klaus Ehrle startete für den ULC Dornbirn. Bei den Österreichischen Staatsmeisterschaften gewann er von 1987 bis 1991 fünfmal den Titel im 400-Meter-Hürdenlauf. 1986 und 1987 siegte er auch im 400-Meter-Lauf. Hinzu kamen fünf Hallentitel über 400 Meter und einer über 800 Meter. Seine persönlichen Bestleistungen stellte Ehrle 1987 auf. Über 400 Meter Hürden erreichte er am 24. Juni in Schwechat 49,55 Sekunden. Über 400 Meter lief er am 12. Juli in Kapfenberg 46,27 Sekunden.
Bei den Junioreneuropameisterschaften 1985 in Cottbus gewann Ehrle in 50,99 Sekunden die Silbermedaille hinter Oleg Singatullin aus der Sowjetunion. Ehrle hatte 0,35 Sekunden Rückstand auf Singatullin und 0,24 Sekunden Vorsprung vor dem drittplatzierten Deutschen Carsten Köhrbrück. 1986 bei den Europameisterschaften in Stuttgart lief Ehrle im Vorlauf 51,82 Sekunden.
1987 bei den Halleneuropameisterschaften in Liévin lief Ehrle im 400-Meter-Vorlauf 47,39 Sekunden und erreichte das Halbfinale, zog dann aber zurück. Bei den Weltmeisterschaften in Rom reichten seine 50,91 Sekunden im Vorlauf nicht für den Halbfinaleinzug, dafür hätte er unter 50 Sekunden bleiben müssen. 1988 bei den Halleneuropameisterschaften in Budapest schied Ehrle im Halbfinale über 400 Meter in 47,36 Sekunden aus. Bei den Olympischen Spielen 1988 in Seoul erreichte Ehrle in 50,10 Sekunden das Halbfinale, konnte dann aber mit 51,04 Sekunden seine Leistung nicht wiederholen. Für den Finaleinzug hätte er seine persönliche Bestleistung unterbieten müssen.